# نگویان با کان
نگویان با کان (۹ سپتامبر ۱۹۳۰، در کان تو – ۲۰ مه ۲۰۰۹، در سن خوزه، کالیفرنیا) یک سیاستمدار ویتنام جنوبی بود که از ۵ آوریل ۱۹۷۵ تا ۲۸ آوریل ۱۹۷۵ نخست‌وزیر ویتنام جنوبی بود. در دوران ریاست جمهوری نگوین وان تیو (۵ آوریل تا ۲۱ آوریل) و ترون وان هانگ (۲۱ آوریل تا ۲۸ آوریل) خدمت می‌کند.

## زندگی‌نامه
او در ۹ سپتامبر ۱۹۳۰ در کان ث، کوچینچین ، هندوچین فرانسه در یک خانواده دهقانی مرفه کاتولیک به دنیا آمد. پس از فارغ‌التحصیلی از کالج با مدرک لیسانس، برای تحصیل در اولین دوره دانشجوی افسران رزرو ثوداک در سال ۱۹۵۱ به ارتش رفت. پس از فارغ‌التحصیلی در سال ۱۹۵۳، به ثبت نام و قبولی در آزمون ورودی دانشکده مدیریت ملی در سال ۱۹۵۴ ادامه داد و در سال ۱۹۵۷ به عنوان دانش آموز در رشته مدیریت فارغ‌التحصیل شد.
فعالیت سیاسی خود را با سمت رئیس منطقه کائی بی، دیوار دینگ (۱۹۵۸) آغاز کرد. معاون فرماندار دیوار دینگ (۱۹۵۹); معاون فرماندار فووک تویی (۱۹۶۲); سپس معاون فرماندار استان لانگ آن (۱۹۶۴).
در سال ۱۹۶۷ در دوران جمهوری دوم، او به عنوان عضوی از استان دیوار دینگ به مجلس ملی انتخاب شد، سپس به عنوان معاون دوم رئیس مجلس نمایندگان منصوب شد. در پایان سال ۱۹۶۷، او با نماینده کنگره به نام دانگ وان سونگ از اتحاد کشاورزان و مهندسان در سنا برای ایجاد اتحادیه سوسیال دموکرات دو مجلسی همکاری کرد. در سال ۱۹۶۹، این بلوک با آقای ترن کواک بو، رئیس کنفدراسیون عمومی کارگران ویتنام، برای تأسیس حزب کارگران ویتنام، با آقای ترن کواک بو به عنوان رئیس، به نیروها پیوست و او دبیرکل شد. در دوره دوم (۱۹۷۱–۱۹۷۵) مجلس شورای ملی، او به عنوان رئیس مجلس نمایندگان انتخاب شد.

## نخست‌وزیرویتنام جنوبی(۱۹۷۵)
در مارس ۱۹۷۵، پس از اینکه ارتش ویتنام شمالی کنترل اکثر مناطق مرکزی و ارتفاعات را تحت فشار ایالات متحده به دست گرفت، نیاز به اصلاحات گسترده در ترکیب دولت برای ایجاد ثبات در کشور وجود داشت. رئیس‌جمهور نگوین وان تینو، رئیس‌جمهور جنوب و قدرت کافی برای گفت‌وگو با کمونیست‌ها را داشت و از او دعوت کرد تا سمت نخست‌وزیری را بگیرد و جایگزین نخست‌وزیر کنونی ترون تین کیم شود که به تازگی استعفا داده بود.
در ۱۴ آوریل ۱۹۷۵، او فهرست کابینه را با عنوان «حکومت وحدت ملی» به رئیس‌جمهور تیو ارائه کرد. آقای کان ریاست کابینه‌ای را بر عهده دارد که بسیاری از کارشناسان و سیاستمداران آن را چندین برابر بیشتر از کابینه قبلی سایگون «قوی» می‌دانند.
- نخست‌وزیر: نگوین با کان
- معاون نخست‌وزیر: نگوین وان هاو با وزیر کشاورزی و صنعت
- معاون نخست‌وزیر: دوونگ کیم پیونگ یانگ (مسئول امداد و اسکان)
- معاون نخست‌وزیر: تران ون دان (مسئول بازرسی) با وزیر دفاع ملی
- وزیر امور خارجه: وکیل وونگ ون بک
- وزیر کشور: بو وین
- وزیر دارایی: لِ کوانگ ترُن
- رئیس برنامه‌ریزی: نگوین تین هونگ
- دادستان کل: وکیل نگو خاک تین
- وزیر امور اجتماعی: تران ون مای
- وزیر بهداشت: تون ثنیم نماینده مجلس
- وزیر فواید عمومی و ترافیک: نگوین ژوان داک
- وزیر فرهنگ: نگوین دوی ژوان
- وزیر اطلاعات: فان هوآ هیپ
- وزیر دفتر نخست‌وزیر: نگویان لانگ چاو
- وزیر امور خارجه: وکیل لی ترونگ کوات، فام تای نگوین ژوان فونگ.

و بسیاری دیگر از وزرا، معاونان وزیر، مشاوران مانند قاضی هینه داک بو، نگوین تان لیم، دوان مین کوان، نگوین هوو تان، نگوین کوانگ دیپ.
با این حال، تنها یک هفته بعد، زمانی که خط نبرد ژوان لک شکسته شد، در ۲۱ آوریل، رئیس‌جمهور تیو استعفای خود را اعلام کرد و قدرت را به معاون رئیس‌جمهور تران ون هوونگ واگذار کرد. دولت در آستانه فروپاشی بود و در ۲۵ آوریل، نخست‌وزیر نگوین با کان نیز استعفای خود را به رئیس‌جمهور جدید تسلیم کرد، اما از او خواسته شد تا زمانی که نخست‌وزیر جدید در دسترس نباشد، وضعیت را مدیریت کند.
او در آخرین ساعات وزارت خود در مصاحبه ای با روزنامه‌نگار هان دوونگ چنین گزارش داد:
«مسئله ویتنام در آن زمان یک بازی مشترک بین ایالات متحده و اتحاد جماهیر شوروی بود. درگیر شدند و همه چیز را ترتیب دادند. ما را مجبور کردند که تسلیم شویم، وضع موجود را تحویل دهیم. در ۲۱ آوریل ۱۹۷۵، رئیس‌جمهور نگوین ون تیو مجبور به استعفا شد. طبق قانون اساسی، وی ریاست جمهوری را به معاون رئیس‌جمهور ترون وان هولنگ سپرد. در ۲۵ آوریل ۱۹۷۵، من استعفای خود را به عنوان نخست‌وزیر جمهوری ویتنام ارائه کردم، اما رئیس‌جمهور ترون وان هانگ از من خواست که بمانم و تا ۲۸ آوریل ۱۹۷۵ به کار در جایگاه ادامه دهم تا منتظر دولت جدید باشم.
"در صبح روز ۲۷ آوریل ۱۹۷۵، من در یک جلسه فوری و غیرعلنی با رئیس جمهور تران ون هونگ در اقامتگاه معاون رئیس جمهور شرکت کردم تا در مورد این واقعیت صحبت کنم که ایالات متحده و فرانسه و دولت سایگون را مجبور می‌کنند ویتنام جنوبی را به این کشور تحویل دهد. رژیم کمونیستی . کمونیست‌های ویتنام شمالی خواستار واگذاری ریاست جمهوری به ژنرال دینگ وان مین شدند، من به رئیس جمهور ترون وان هنگ گفتم که اگر رئیس جمهور به طور خودکار به ژنرال مین تسلیم شود، هزاران نسل از تاریخ از رئیس جمهور رنجیده خواهند شد! اگر مجلس ملی موافقت کند که آن را تحویل دهد، رئیس جمهور آن را به آقای دوونگ ون مین تحویل خواهد داد و بنابراین رئیس جمهور از اقدامات خلاف قانون اساسی اجتناب خواهد کرد."
«جلسه ساعت ۱۲ ظهر به پایان رسید. به تازگی در ساعت ۱۲:۱۵ به کاخ نخست‌وزیری بازگشته بودم که سفیر مارتین از ایالات متحده با من تماس گرفت و به من گفت: «شب ۲۶ آوریل ۱۹۷۵، شلیک موشک توسط کمونیست‌های ویتنام شمالی به مرکز سایگون فقط یک هشدار بود. اکنون کمونیست‌های ویتنام شمالی ۲۰ لشکر را در اطراف سایگون مستقر کرده‌اند و ویتنام جنوبی باید ریاست جمهوری را به آقای دوونگ ون مین بسپارند، هر کس دیگری را نمی‌توان پذیرفت و باید قبل از ساعت ۱۲ در ساعات پایانی ۲۷ آوریل تحویل دهند. ۱۹۷۵، در غیر این صورت ویتنام شمالی سایگون را در زمین بمباران می‌کرد. بنابراین، لطفاً، نخست‌وزیر، لطفاً به رئیس سنا ترون وان لم کمک کنید تا یک جلسه اضطراری دو مجلسی مجلس ملی را تشکیل دهد.»
«به رادیو سایگون و برنامه‌های تلویزیونی دستور دادم که به پخش موسیقی قهرمانانه ادامه دهند و برای چند دقیقه دستور احضار مجلس ملی دو مجلسی را فوراً بخوانند. به لطف آن، در شب ۲۷ آوریل ۱۹۷۵، حد نصاب‌های معتبر به اندازه کافی وجود داشت. یعنی در مجموع ۶۰ نماینده مجلس سنا و ۱۵۹ نماینده مجلس برای تصمیم‌گیری در مورد واگذاری یا عدم واگذاری قدرت به ژنرال دوونگ ون مین طبق درخواست کمونیست‌های ویتنام شمالی گرد هم آمدند، در غیر این صورت، سایگون مورد حمله قرار خواهد گرفت. یک موقعیت برابر مجلس ملی دو مجلسی به تصویب آن رأی داد و در بعدازظهر ۲۸ آوریل ۱۹۷۵، رئیس‌جمهور تران ون هونگ، سمت ریاست جمهوری را به ژنرال سابق دیونگ وان مین سپرد.»
پس از استعفای رئیس‌جمهور تران ون هونگ و سپردن ریاست جمهوری به ژنرال دووانگ ون مین، وزیر امور خارجه سابق وو ون مائو برای تصدی پست نخست‌وزیری دعوت شد. نگوین با کان، نخست‌وزیر سابق، رسماً از سمت خود استعفا داد. با این حال، وضعیت جمهوری ویتنام هنوز غیرقابل برگشت است. تنها ۲ روز بعد، ژنرال دوونگ ون مین مجبور شد تسلیم خود را به دولت انقلابی موقت جمهوری ویتنام جنوبی اعلام کند. رژیم جمهوری ویتنام کاملاً فروپاشید.

## زندگی در تبعید
او پس از ارائه استعفای خود، ترتیبی داد که همسر و کوچک‌ترین دخترش در ۲۶ آوریل سوار آخرین پرواز ایرفرانس به پاریس شوند. تنها ۲ روز بعد، سفارت آمریکا او را با هواپیمای سی-۱۳۰ ارتش آمریکا به فیلیپین آورد. در این پرواز همچنین هوآنگ دوک نها و فان کوانگ دان، دو سیاستمدار کهنه‌کار حضور داشتند. مقامات ایالات متحده او را از فیلیپین به کالیفرنیا بردند. پس از ورود او به ساکرامنتو، همسر و کوچک‌ترین دخترش نیز توسط دولت ایالات متحده تأیید شدند تا از پاریس به ایالات متحده مهاجرت کنند تا دوباره متحد شوند.
او پس از اقامت در شمال کالیفرنیا، در ابتدا یک پمپ بنزین کوچک در شهر مانتین ویو افتتاح کرد. با این حال، تنها پس از ۳ ماه، کسب و کار مجبور شد به دلیل از دست دادن سرمایه متوقف شود. سپس در ۴۶ سالگی برای تحصیل در رشته کامپیوتر ثبت نام کرد. در سال ۱۹۷۹ به عنوان برنامه‌نویس فارغ‌التحصیل شد و به استاندارد اویل و سپس شرکت شورون تکساکو پیوست و تا زمان بازنشستگی در سال ۱۹۹۸ در بخش کامپیوتر کار کرد.
او در دوران بازنشستگی، زمانی را به فعالیت‌های اجتماعی و حقوق بشر اختصاص می‌دهد. در سپتامبر ۲۰۰۳، او خاطرات خود را کشور من منتشر کرد. در ماه مه ۲۰۰۹، او پرونده «فلات قاره ویتنام» را به سازمان ملل ارسال کرد که در آن حاکمیت ویتنام بر دریای شرقی و مجمع الجزایر جزایر پاراسل و جزایر اسپراتلی تأیید شد.
او در ساعت ۴:۳۰ صبح ۲۰ می ۲۰۰۹ در مرکز پزشکی منطقه ای، سن خوزه، کالیفرنیا، ایالات متحده آمریکا درگذشت.